# 3437 Kapitsa
3437 Kapitsa је астероид главног астероидног појаса чија средња удаљеност од Сунца износи 2,271 астрономских јединица (АЈ).
Апсолутна магнитуда астероида је 13,4.